# Utopia
|  | Per a altres significats, vegeu «utopia (desambiguació)». |

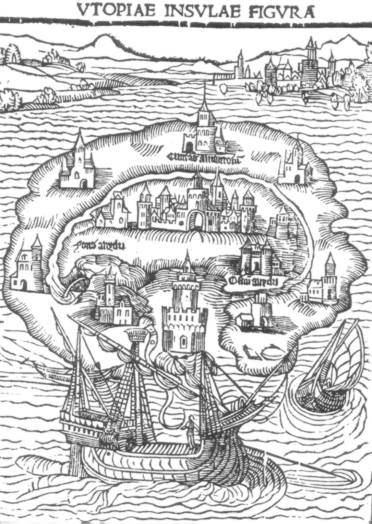
Mapa de l'illa d'Utopia, terra fictícia descrita per Thomas More a l'obra homònima (1516)

Utopia (del grec οὐ, «no» i τόπος, «indret», literalment: «enlloc») és un neologisme inventat per Thomas More al segle xvi per a descriure una illa imaginària que acull una societat perfecta en tots els sentits. Amb el pas del temps, degut a les implicacions filosòfiques contradictòries de la noció de «societat perfecta», el mot s'ha acabat utilitzant amb diverses accepcions. Així, en el sentit estricte, una utopia és la concepció imaginària d'una societat ideal. En el llenguatge corrent, una utopia designa un ideal irrealitzable; en aquest sentit, se l'entén com a sinònim de somni, il·lusió o quimera.
Com a concepte filosòfic, la utopia es pot entendre com un pensament idealitzat amb la funció de criticar l'statu quo, això és, la situació social en què hom viu. La diferència entre «allò que és» i «allò que hauria de ser» marca el terreny de la utopia. En aquest cas, la utopia que proposa un final feliç, una evolució de la societat cap a un futur millor, s'anomena també «eutopia», i la que preveu una deriva vers el pitjor, "distopia".
Aquesta idea s'ha expressat principalment a través de la literatura utòpica, un gènere en si que narra en general una aventura vers un país desconegut (sovint una illa) on es descobreix la societat ideal.

## Origen del concepte: la Utopia de More
El terme va ser concebut per Thomas More, erudit i alt funcionari de la cort d'Anglaterra, en l'obra que va escriure en llatí l'any 1516, De optimo rei publicae statu deque nova insula Utopia (De l'estat ideal d'una república a la nova illa d'Utopia). L'autor no va especificar l'origen etimològic d'utopia, i són els estudiosos de la seva obra els qui destaquen dos possibles significats que provindrien del grec: d'una banda οὐτοπία (οὐ, "no"; τόπος, "lloc") i de l'altra εὐτοπία (εὐ, "bo[n]", τόπος, "lloc").
En l'obra es pot observar una forta influència de La República i Les lleis de Plató, així com de les teories de sant Agustí, però també de l'espai obert a la imaginació de l'època amb el descobriment d'un Nou Món, a través les narracions d'Amerigo Vespucci sobre les illes de Fernando de Noronha, aleshores acabades de descobrir (1503), i d'altres.
Amb Utopia, Thomas More va fundar un nou gènere situat en la intersecció de la literatura, la política i la filosofia. L'obra descriu una situació ideal i imaginària, amb una forta intencionalitat crítica de la societat del seu temps, però una de les particularitats majors és que la societat ideal que proposa és realitzada amb mitjans humans. Amb More, per a assolir la perfecció social no cal esperar una intervenció o una recompensa divina: l'home, amb les seves limitacions, pot acomplir-la gràcies a la raó i a la seva capacitat de perfectibilitat. D'aquesta manera, l'obra de More introdueix aquests dos conceptes bàsics de la modernitat que seran desenvolupats més endavant durant el segle de les llums.
A partir d'aleshores, el sentit crític de les utopies i la seva fecunditat en el camp de les ideologies socials, polítiques i religioses varen constituir un dels motors d'evolució de la societat occidental, tal com ho va fer notar el filòsof alemany Ernst Bloch.
Sovint, però, els utopistes han estat acusats de no tenir en compte les limitacions de la realitat; també s'ha dit que tot pensador utopista porta dintre seu un dictador, ja que no és capaç d'entendre un món millor que el seu i, en conseqüència, estaria disposat a aconseguir-lo i imposar-lo de forma violenta si fos necessari. Finalment, també s'ha posat en relleu que un esperit utòpic portat a la pràctica s'aniquila a si mateix perquè, assolida la societat perfecta, ja no seria possible cap altre plantejament, ni canvi, ni progrés.
Però malgrat l'esperit pragmàtic i positivista del segle xix, hom pot definir l'home com a animal utòpic, i el mateix positivisme pot ésser considerat com una altra utopia. I tot i que sembla que avui les utopies socials i polítiques cedeixen el seu lloc al desenvolupament de la ciència i la tecnologia, la confiança en aquestes com a camí vers una societat de benestar podria constituir una nova utopia disfressada, com ho explicava Herbert Marcuse en La fi de la utopia.

## Història

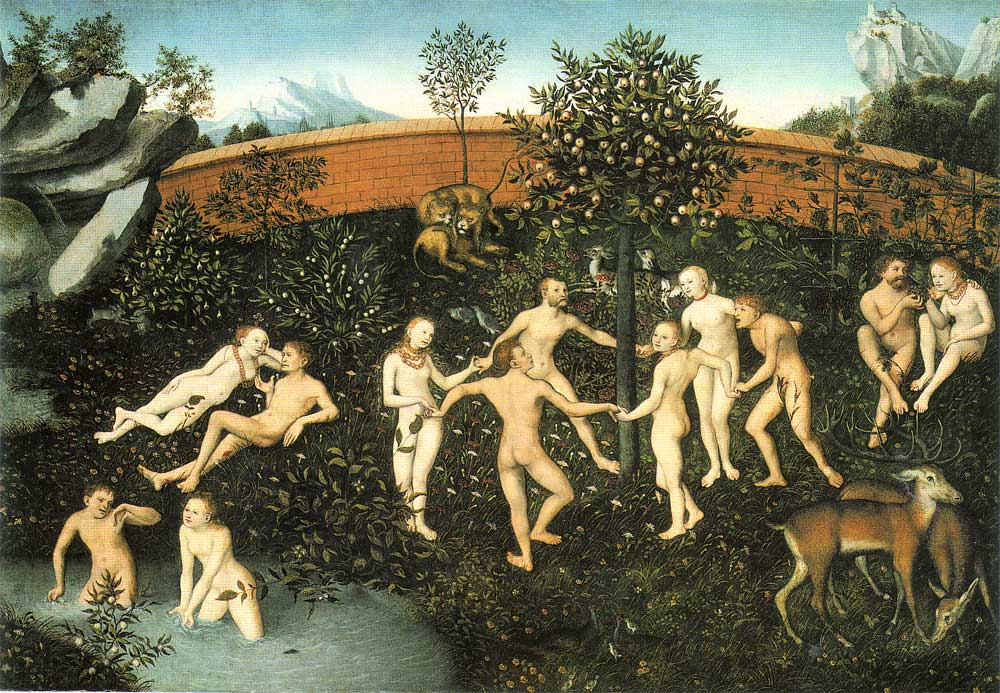
L'edat d'or, de Lucas Cranach el Vell (1530)

L'home, davant de la seva condició a la Terra, ha imaginat sovint mons millors, situats ja sigui en un passat llunyà, en un futur llunyà o en un indret més o menys accessible. Així, si bé el mot utopia apareix al segle xvi, el concepte subjacent ja existia des de l'antiguitat, reflectit en llegendes com la del jardí de Guilgameix, ancestre del jardí de l'Edèn, o en el mite grecoromà de l'edat d'or, que descriu un estat primordial de la humanitat on aquesta vivia en harmonia amb una pròdiga Natura. Les construccions religioses també han alimentat utopies, amb les descripcions d'un paradís terrenal, un indret de delícies i perfecció, on no hi ha dolor i s'hi viu eternament, o amb les prediccions mil·lenaristes, que prometien un període de pau i felicitat de mil anys després de la nova vinguda del Crist. I durant l'edat mitjana, la gent somniava amb la terra d'abundància de Xauxa, on no cal treballar per a poder sustentar-se.

### Precursors
Els fundadors del gènere utòpic van desenvolupar la reflexió política de la bona ciutat, una tradició literària procedent del món antic i medieval; aquesta ciutat s'organitzava a imatge del cosmos, és a dir, segons un ordre inspirat per la voluntat divina capaç de garantir la concòrdia i la unitat. Els exemples més representatius en són Plató i Aristòtil, amb llur ciutat perfecta descrita a La República; Agustí d'Hipona, amb els somnis d'una societat cristiana ideal com l'exposada a La ciutat de Déu, i els autors dels espills de prínceps de la fi de l'edat mitjana.

### La utopiahumanista
La utopia pròpiament dita va aparèixer al Renaixement, vehiculant el nou concepte central aportat per l'humanisme: l'amor a la condició humana. En aquesta època, l'home se situa al centre de la seva pròpia evolució i, sense prescindir de Déu, «l'experiència demostra l'evidència que la raó i el pensament constitueixen causa i començament de grans fets» (Francis Bacon, Novum Organum); l'humanisme implica una recerca de la veritat i de la justícia a través de mitjans humans, en particular de les ciències, i estimula una moral universal basada en la comunitat de la condició humana.
Dins d'aquest marc, la literatura utòpica es va desenvolupar com a medi per convèncer els lectors que altres maneres de viure eren possibles, que si els homes s'organitzessin altrament podrien acabar amb la misèria, els vicis i les guerres. El recurs a la ficció permetia distanciar-se del present per criticar-ne l'ordre social i mostrar amb detall com se'l podria modificar.

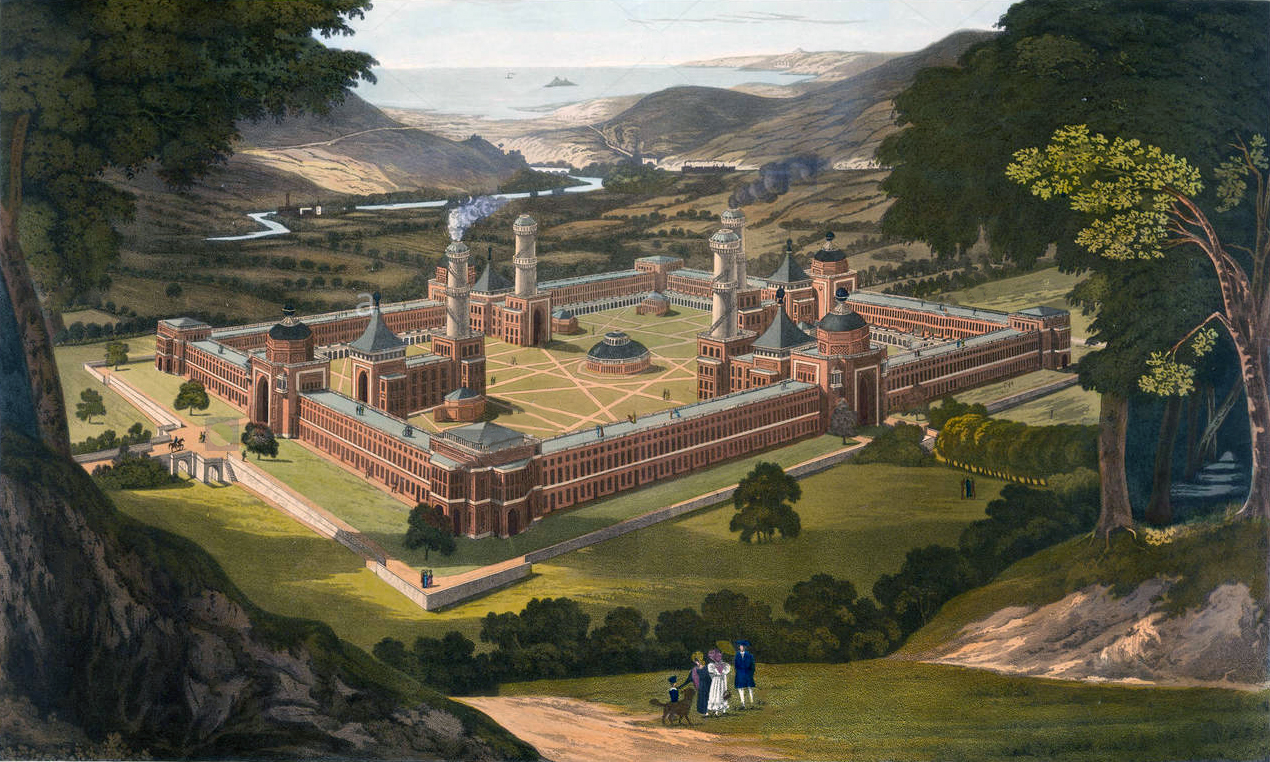
Nova Harmonia, de F. Bate, pintada segons les descripcions de Robert Owen (1838)

Des d'aleshores fins al segle xviii, les propostes filosoficoliteràries d'aquest tipus van fructificar i, tot i proposar diversos enfocaments de la societat utòpica, van mostrar una sèrie de constants eixides de la mentalitat humanista i accentuades encara sota el pensament de la il·lustració: l'insularisme (les utopies se situen a la Terra però a illes o altres indrets isolats); l'economia sol ser autàrquica i basada en l'agricultura, i es menysprea sovint el comerç; la raó i la regularitat són dominats (la natura és domesticada, la topografia és geometritzada); l'organització politicosocial és uniformitzada, regida per savis.
Així, l'obra que inaugura el gènere, la Utopia de More, descriu un paradís de tolerància religiosa, on no hi falta ni la feina ni els recursos per a tothom, on ningú no té més que els altres perquè tots els béns són en comú i d'on la violència i el vici són exclosos; Christianopolis (1619) de Johann Valentin Andreæ és una utopia cristiana habitada per una comunitat d'erudits-artesans i regida com una democràcia; La ciutat del sol, de Tommaso Campanella (1623), parla d'una societat teocràtica en què tots els detalls de l'existència col·lectiva estan regulats; La Nova Atlàntida de Francis Bacon (1627) és una ciutat governada per una comunitat de científics; L'Oceana de James Harrington (1656) proposa un règim de democràcia parlamentària que protegeix els béns de tothom; al contrari, el Codi de la natura de Morelly (1755), és un elogi de l'abolició de la propietat privada.

### L'era industrial
Durant la primera meitat del segle xix, la utopia comença a passar del terreny merament literari al dels actes. Les utopies socials de l'època romàntica, titllades de socialisme utòpic pels marxistes posteriors, van instigar una sèrie d'intents de reconstrucció moral i social basant-se en l'esperança, vehiculada durant la il·lustració, que la humanitat evoluciona de manera natural vers un futur millor, esperança que semblava confirmar-se amb el nou fenomen de la industrialització.
Certs pensadors van proposar incloure totes les lluites dins del marc d'una emancipació humana final; la utopia ja no es troba en un lloc amagat ideal, sinó que serà l'acompliment final de la història. Així, Saint-Simon i els seus successors van preconitzar la instauració d'un nou poder espiritual dependent dels savis; Robert Owen va basar les seves esperances en el desenvolupament industrial i Charles Fourier va voler utilitzar les passions humanes per a fer néixer l'harmonia. Però per una altra banda, d'altres pensadors van intentar instaurar tot seguit petites comunitats al marge del món majoritari per a practicar-hi noves relacions igualitàries: així es van fundar, sobretot als Estats Units, nombroses viles experimentals com l'Icària d'Étienne Cabet i els seus deixebles.
Als Països Catalans, en aquesta època, els principals corrents utopistes van ser precisament seguidors de les idees de Cabet. Entre les personalitats seduïdes per les seves propostes cal destacar Narcís Monturiol i Estarriol, traductor de Cabet i fundador del periòdic La Fraternidad, i el metge Joan Rovira, que el 1848 se'n va anar als Estats Units per fundar-hi Icària.

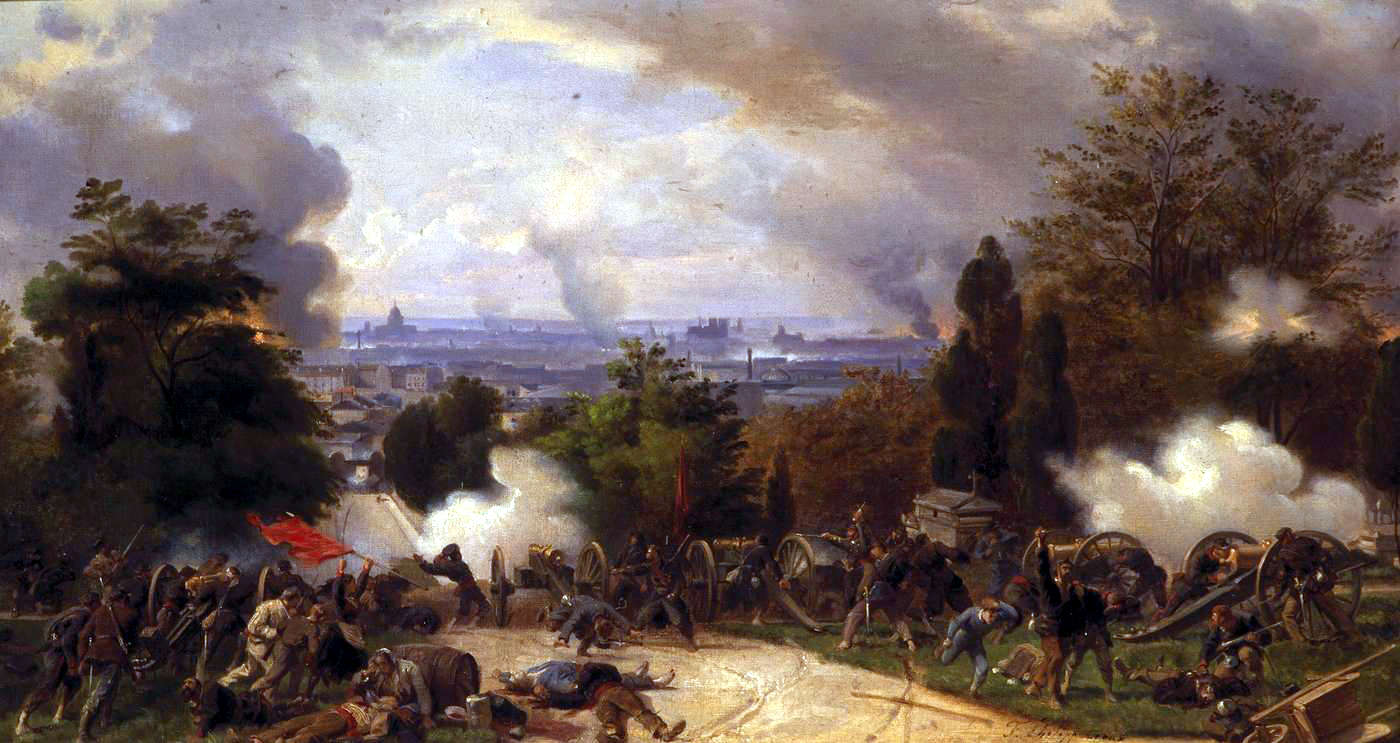
Matança a Père-Lachaise durant el conflicte de la Comuna de París, de Henri Félix Emmanuel Philippoteaux (1871)

A mitjan segle, aquest tipus d'utopisme idealista es va veure modificat per l'emergència del conflicte de la lluita de classes. Dins d'aquest context més aspre, van aparèixer una sèrie de noves doctrines que preconitzaven l'alliberament del proletariat com a condició prèvia per assolir un món just, lliure i en pau. I afegien que, si calia, aquest alliberament es faria a través de la violència. Pels marxistes, la solució utòpica passava per la conquesta de l'estat i la instauració del comunisme; pels anarquistes, de Proudhon a Mikhaïl Bakunin, l'autoritat s'havia d'abolir per donar pas a col·lectius d'individus lliurement associats. El 1871, aquestes doctrines es van intentar posar en pràctica a la Comuna de París, on la utopia es va convertir en tragèdia.
D'aquest període es poden destacar obres com News from Nowhere de William Morris (1892), en què Nowhere (enlloc) és una societat del futur sense polítics basada en la propietat comuna i en el control democràtic dels mitjans de producció, Looking Backward (1888) d'Edward Bellamy, que descriu una societat de l'any 2000 fruit del socialisme utòpic o encara Gloriana, or the Revolution of 1900 (1890) de Lady Florence Dixie, utopia feminista en la que la protagonista es fa passar per un home, Hector l'Estrange, es fa elegir a la Cambra dels Comuns del Regne Unit i instaura el vot femení. El llibre s'acaba l'any 1999, amb la descripció d'una Gran Bretanya pròspera i pacífica regida per les dones.
Al fin de siècle encara va aparèixer una altra utopia major que marcarà igualment el segle següent i que alguns anomenaran «la religió del progrés» Les noves descobertes tecnicocientífiques meravellen la societat: les exposicions universals creen un efímer exemple de món ideal, on les tenebres són vençudes per l'electricitat, les locomotives a vapor apropen els homes i suprimeixen les distàncies i les màquines permetran abolir la pesantor del treball. Ernest Renan, filòsof francès, afirmarà en la seva obra L'avenir de la science, que «organitzar la humanitat de manera científica, tal és el darrer objectiu de la ciència moderna, tal és la seva audaciosa però legítima pretensió». Tot i així, alguns observadors aïllats com Jules Verne o Samuel Butler van tenir el pressentiment que el món creat per la tècnica no seria obligatòriament un món feliç. Va ser durant aquesta fi de segle que les obres literàries utòpiques van començar a presentar elements distòpics que posen en guàrdia contra una possible mala evolució de la societat; n'és un exemple la novel·la Erewhon (anagrama de nowhere, enlloc) (1872) del citat Samuel Butler que, presentada com un llibre d'aventures, explica la descoberta d'una utopia amagada a les muntanyes de Nova Zelanda on la societat ha efectuat un retorn a la simplicitat després d'haver constat els perills de la tecnologia.

### Segle XX
El segle xx va semblar ser alhora tant el de la consagració de les utopies com el de la seva desaparició. Fins als anys 1940, la revolució russa de 1917 i la instauració de la Unió Soviètica van representar per una gran part de la humanitat l'exemple de la realització d'una utopia política: aquest nou país apareixia com una societat capaç de realitzar miracles impossibles fins aleshores tot alliberant forces humanes colossals al servei del progrés. D'altra banda, durant el període situat entre els anys 10 i 30, amb l'aparició de les avantguardes europees, una multitud d'intel·lectuals i artistes van projectar-se en la utopia tot intentant crear espais de comunió entre art, funcionalitat i benestar de les masses.
Aquest entusiasme va veure's malmenat per les dues guerres mundials, els efectes del crac del 29, el sorgiment del nazisme i la descoberta dels estralls causats per l'estalinisme; si bé el nazisme no va ser cap utopia política en si, va permetre posar de manifest tendències latents de la tradició utòpica occidental, com l'obsessió per a la transparència, la subordinació de l'individu a un Estat (o un sol líder) capaç de guiar-lo i l'atracció de la puresa; la idea utòpica de l'emergència d'un home nou regenerat obrirà les portes de la utopia del cos, que passarà de l'higienisme a l'eugenèsia. Pel seu cantó, el destí de les societats comunistes d'Europa oriental va accentuar la qüestió de la contra-utopia, en constatar que una utopia que havia mobilitzat tants anhels es convertia en un malson de violència política. Aquest ambient pessimista va intensificar-se durant la guerra freda, reflectit en nombroses obres tant literàries com cinematogràfiques de caràcter distòpic.
A la darreria dels anys 60, el filòsof alemany Herbert Marcuse va declarar «la fi de la utopia»: d'una banda s'havia ensorrat la creença en el progrés continu i automàtic cap al benestar en demostrar-se, en particular amb el nazisme, que una regressió sobtada vers la barbàrie sempre era possible; d'altra banda, l'alternativa utòpica de la construcció d'una societat comunista no havia acomplit la seva promesa.
Malgrat això, dins d'un context de descolonització, de desenvolupament de la revolució xinesa i de prosperitat capitalista, els països occidentals van veure un ressorgiment en força dels moviments de caràcter utòpic. Aquests, però, van presentar una novetat: aquest cop, els protagonistes gairebé exclusius van ser-ne els joves, més aviat benestants, que es va revoltar contra el model de societat; aquests moviments es caracteritzaran per una crítica radical de les institucions que reprodueixen les relacions d'autoritat, com la família i les escoles, i pel desig de reinventar noves relacions socials lliures. Van ser les revoltes del maig de 1968, amb l'aparició del moviment hippy, del feminisme modern i de la revolució sexual.

### Perspectives de la utopia
Entre la fi del segle xx i principi del segle xxi, sorgeixen de forma recurrent altres utopies basades en la manera de viure junts, de treballar i d'anar més enllà dels models dominants, com l'ecologisme i l'altermundisme, evolucions de les primeres propostes hippies; d'altra banda arrela la creença en una societat del benestar garantida pel liberalisme econòmic i financer autoregulat, creença que sembla esfondrar-se amb la crisi borsària del 2008. Alhora, l'extraordinari desenvolupament de les tècniques de processament de la informació fa aparèixer altres esperances utòpiques: els usuaris disposen de possibilitats d'expressió i d'intercanvi massives, en condicions de gran llibertat, i alguns hi veuen l'emergència d'una nova forma d'intel·ligència col·lectiva de caràcter mundial.

## La utopia en la literatura

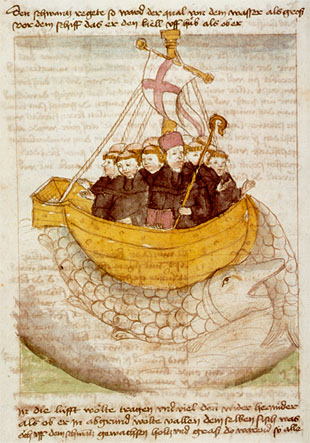
Il·lustració d'una versió alemanya de la Navegació de sant Brandà (volts del 1460)

Vicent Simborg, a La utopia segons Llorenç Villalonga, diu: «Les visions utòpiques han acompanyat l'activitat literària pràcticament des del començament. Davant unes situacions polítiques i socials viscudes com a imperfectes i injustes, la literatura oferia el domini de la ficció, on recrear els somnis d'unes noves civilitzacions equitatives i modèliques, allunyades de la insatisfactòria realitat quotidiana. Primer allunyades en l'espai (no ací, però sí en un altre país exòtic); després, en el temps (no ara, però sí unes dècades o uns segles més avant). La literatura es revestia de moral o de pedagogia».
La literatura utòpica serà molt sovint una narració de viatges, la història d'un periple a la fi del qual es descobreix una realitat desconeguda en un indret imaginari. Aquesta tradició ja era present en la literatura antiga, amb obres gregues com l'Odissea d'Homer o la Història vertadera de Llucià de Samosata (segle ii aC), i va proliferar durant l'edat mitjana cristiana amb relats de viatges i informes de peregrinacions, en especial les que es feien a Jerusalem, amb la seva promesa de redempció en arribar a aquesta vila. Altres obres d'aquest gènere van ser la Navegació de Sant Brandà (segles X - xi), d'origen irlandès, en què el sant i els seus companys boguen d'illa en illa a la recerca del paradís terrenal; el Roman d'Alexandre (adaptat des de l'antiguitat fins al segle xiii), on les conquestes menen l'emperador fins als confins de la Terra, a les portes del Paradís, on acaba per comprendre la seva pròpia finitud; Le pèlerinage de la vie humaine, escrit al segle xiv pel monjo poeta Guillaume de Digulleville, que converteix el pelegrinatge a Jerusalem en una al·legoria de l'existència: per accedir a la Jerusalem celestial, primer cal acceptar de morir.
A partir de More, el gènere literari utòpic va florir: ja sigui en forma de tractats polítics, que adopten la ficció per tal de proposar noves estructures socials tot protegint-se de la censura, ja sigui en forma de relats fantàstics o satírics que permeten explorar mons extraordinaris i que sovint es confonen amb l'estricta ciència-ficció. Al segle xviii va aparèixer una altra forma de relat utòpic en què per descobrir la societat ideal cal viatjar en el temps; la fe en el progrés va convertir-se en la promesa que aquesta utopia seria una realitat esdevenidora. Els trets fonamentals de la utopia són la presentació d'alternatives, el desig de canvi i la crítica implícita al present no utòpic.
El segle xx va fer aparèixer el progrés pel que era, una creença. A força de regressions bàrbares, manifestades per les guerres mundials, el nazisme i l'estalinisme, la literatura utòpica es va veure travessada per la dialèctica utopia/contra-utopia, somni i malson; obres com Nosaltres, escrita el 1920 pel rus Ievgueni Zamiatin, 1984, de George Orwell o Un món feliç d'Aldous Huxley, descriuen aquesta inversió de la utopia en què, en nom de la felicitat i de la societat ideal, l'Estat absorbeix o destrueix els individus pel terror. Així va progressar l'anomenada distopia.

## La utopia en les altres arts

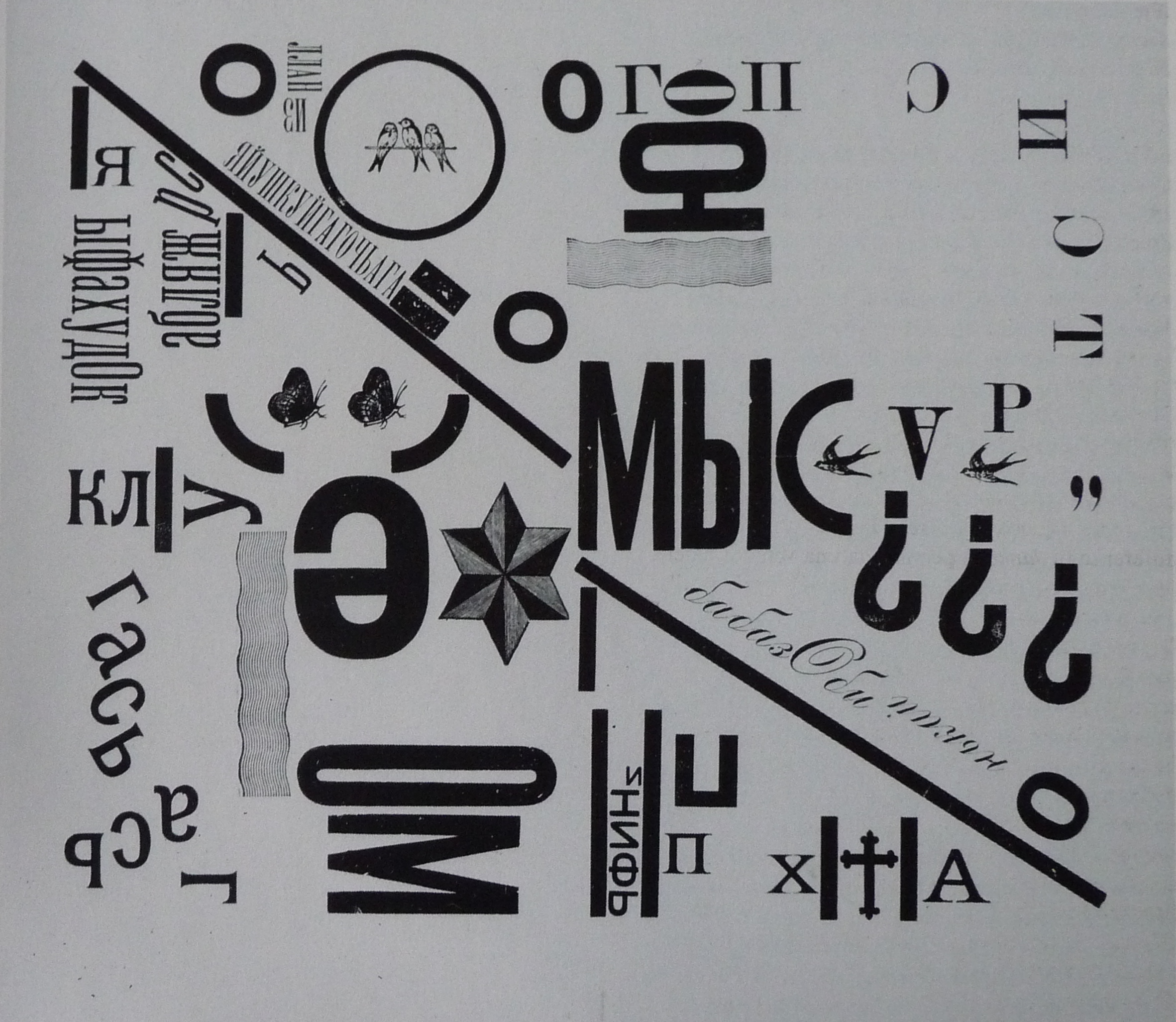
Obra d'Iliazd (1919)

Fora de la literatura, el seu terreny original, la utopia ha estat il·lustrada abundantment en la pintura i altres arts, però amb els corrents avantguardistes del segle xx, el mateix art esdevé un laboratori d'experiències utòpiques. Als anys 1910, a Europa es coneix un doble fenomen: d'una banda, artistes com Kandinski, Mondrian i Malèvitx, cadascun amb el seu propi moviment, funden l'art abstracte; d'altra banda, amb Bauhaus a Alemanya, De Stijl als Països Baixos i les grans mobilitzacions desencadenades par la revolució russa, els artistes volen participar en la transformació social, trencar les barreres entre les belles arts i les arts aplicades, posar-se al servei de la creació industrial i «embolcallar la terra amb una forma i un significat nous». Així, aquests dos moviments fan aparèixer la figura de l'artista com a creador d'utopies, inventor de formes inèdites i precursor del futur.
Pel seu cantó, el moviment futurista, que va néixer el 20 de febrer de 1909 amb la publicació del Manifest de Marinetti, és emblemàtic del nou culte d'aquest principi de segle: el de la utopia de la tècnica. Així, durant aquesta època, un pintor com Fernand Léger, fascinat per l'estètica de les màquines, introdueix l'element mecànic en la pintura. Alhora, les armes noves de la Gran Guerra i l'extensió del taylorisme, emblema dels temps moderns ridiculitzats per Charlot, posen de manifest la cara inquietant de la tecnologia mecànica, plasmada en obres com la del dramaturg txec Karel Čapek, R.U.R. (1920), que escenifica una revolta de robots, o la pel·lícula de Fritz Lang Metropolis (1927), que mostra màquines devoradores d'humans i un robot femení vehicle de les forces malèfiques.

### Arquitectura
D'ençà que Thomas More va suggerir que l'hàbitat determina el caràcter igualitari de l'organització social, en especificar que els utopians vivien en «cinquanta-quatre ciutats construïdes a partir del mateix plànol», l'arquitectura és una de les arts que ha generat i que segueix generant més projectes utòpics.

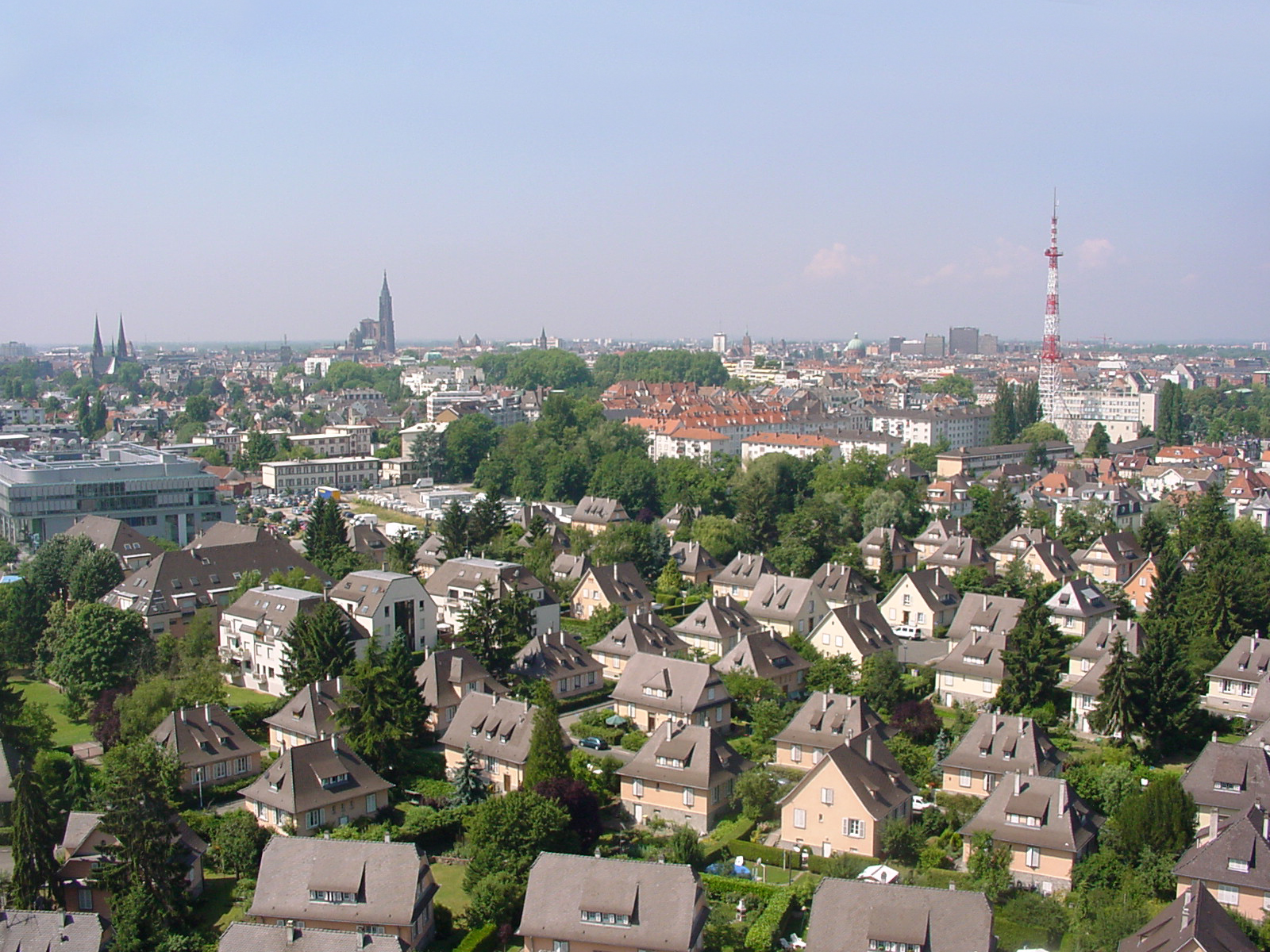
Al primer pla, ciutat jardí obrera de Ungemach, a Estrasburg, fundada a principis dels anys 1920

Durant el Renaixement es va produir una profunda reflexió sobre la ciutat ideal, que pretenia fer-ne una obra d'art per si mateixa. Aquest corrent, aparegut el 1485, es va interessar principalment a l'arquitectura civil. Considera la ciutat com una totalitat orgànica on les proporcions han de dominar les parts per crear un conjunt harmoniós. Un dels primers projectes concretats va ser el de Filarete, realitzat entre els anys 1457 i 1464 per al seu protector Francesco Sforza. Al començament del segle xvi, Leonardo da Vinci també va imaginar noves formes d'urbanisme que reflectien la preocupació per l'ordre i la higiene. El camp militar va permetre transformar molts d'aquests projectes en realitat, gràcies a la construcció de ciutadelles i forts, com per exemple el de Palma Nova a Venècia (1593).
Al segle xviii, els arquitectes neoclàssics com Boullée (1728-1799), Ledoux (1736-1806) o Lequeu (1757-1825) imaginen ciutats i edificis que, més que respondre a necessitats pràctiques, representen valors i virtuts.
A final del segle xix, amb el creixement de les ciutats i dels seus suburbis obrers miserables, Ebenezer Howard, lector de John Ruskin i de William Morris, va inventar la ciutat jardí; el mateix anhel de restaurar l'equilibri entre la ciutat i el camp es va fer palès en els arquitectes Bruno Taut o Frank Lloyd Wright.
A Catalunya, el 1860 es va aprovar el pla Cerdà per a eixamplar Barcelona. Ildefons Cerdà va ser un dels pioners catalans del socialisme utòpic i anhelava convertir Barcelona en una ciutat moderna i socialment igualitària i higiènica. El seu pla original preveia jardins a cada illa de cases i, a cada barri, un parc comunal de quatre a vuit illes d'extensió a més d'hospitals, mercats, esglésies i centres cívics; a tocar del riu Besòs hi havia previst destinar terrenys per a un gran bosc. Com altres reformadors urbans de l'època, partidaris del socialisme utòpic, Cerdà rebutjava de ple la primacia de la màquina per damunt de l'home; per això no es va preocupar de reservar sòl per a les indústries i així ho va fer constar, el que hauria obligat, si el seu pla s'hagués mantingut, a la classe obrera d'anar a viure als extraradis on hi hauria les fàbriques.
Inversament a aquests corrents, la majoria d'utopies arquitecturals de la primera meitat del segle xx van considerar que la ciutat moderna s'havia de reinventar seguint el model del desenvolupament industrial, i el funcionalisme va esdevenir la ideologia dominant, tant a la Unió Soviètica com als Estats Units, amb la seva proliferació de gratacels; amb Ludwig Hilberseimer o Le Corbusier, els arquitectes proposen grans projectes de ciutats racionals, geomètriques i estandarditzades a la imatge de la civilització industrial de masses.

## Exemples d'utopies concretes
Si bé totes les utopies proposen el benestar i la felicitat socials, al llarg de la història s'han manifestat en diversos camps específics i en tant que pures teories però també en tant que realitzacions concretes.
- utopies sociopolítiques: a Europa, fins a les revolucions de 1848, les aspiracions utòpiques van ser essencialment marcades pel seu optimisme idealista, desenvolupant idees com la república universal, la fraternitat dels pobles o la pau mundial com a fi inevitable de la història, i actes com la declaració universal dels drets humans o la creació de l'esperanto com a nova llengua universal. Més endavant, el comunisme i l'anarquisme van originar nombroses experiències pràctiques de la seva aplicació (com el barri de Nova Icària a Barcelona), i als anys 1960 van florir propostes comunalistes com les comunes hippies o els quibuts a Israel.
- utopies econòmiques: en l'economia la utopia s'ha desenvolupat en teories i pràctiques com el liberalisme, la competència perfecta, la sostenibilitat, el decreixement, el comerç just i d'altres.
- utopies religioses: des de ben antic, les religions abrahàmiques vehiculen promeses utòpiques, desenvolupades sobretot en el seu vessant popular, com ara l'escatologia, el mil·lenarisme o l'apocatàstasi. A partir del segle xvii, la colonització del Nou Món també va oferir una terra «verge» a diferents moviments religiosos, que van poder concretar-hi els seus somnis de purificació tot creant diverses comunitats: van ser, per exemple els puritans, els amish o, més tard, els mormons.
- utopies ecologistes: la relació entre l'home i la natura ha estat sovint font de somnis utòpics; amb l'adveniment del món modern industrial, aquest desig d'harmonia va florir a través dels mites d'Arcàdia, del bon salvatge o amb la proposta d'Ecotopia dels anys 1970. A partir d'aquesta dècada, hi ha hagut diversos intents de creació de comunitats ecologistes per posar en pràctica l'autarquia alimentària, energètica i fins i tot arquitectural (ecoviles).
- utopies tecnocientífiques: la creença en què el progrés erradicaria els mals de la humanitat ha estat una de les utopies més arrelades dels dos segles passats. Aquesta s'ha manifestat en ideals i pràctiques com el cientisme, l'eugenèsia, el transhumanisme i l'extropianisme o la singularitat tecnològica. A la fi, també s'han originat pràctiques contràries, com la de la tecnologia adequada.

## Alguns indrets d'utopia

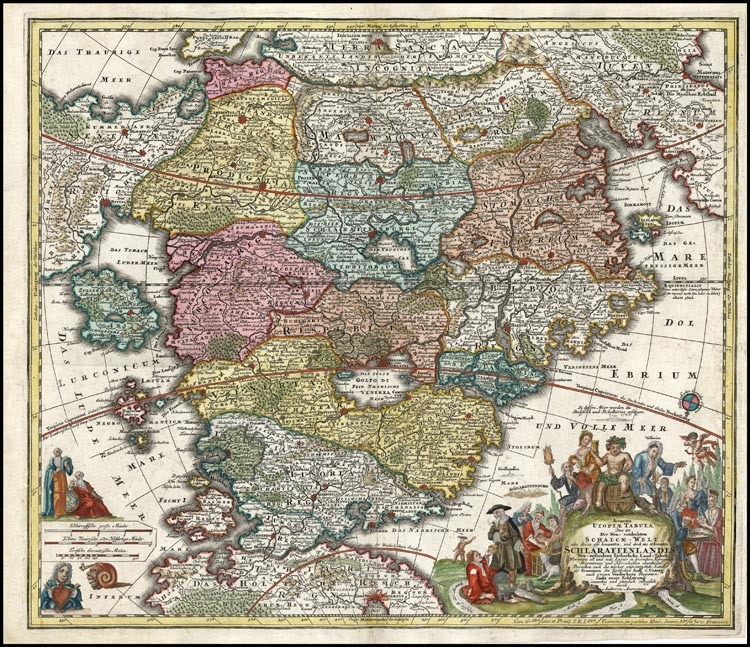
Accurata Utopiae Tabula (1730), mapa de la terra de Xauxa, de Matthäus Seutter

La ubicació d'un indret anomenat «enlloc» ha variat evidentment al llarg del temps: les illes, en tant que món a part, han estat sempre fascinants, així com els espais misteriosos situats darrere les altes muntanyes llunyanes o a les regions prop del pol Sud, però també se l'ha citat més enllà de la pròpia terra, com per exemple a la lluna o en altres planetes. Fins i tot es troba a vegades fora del temps, en el passat o en el futur...
- Jardí de l'Edèn, concepte present en totes les cultures des de la més remota antiguitat (ja és citat, amb altres noms, a Mesopotàmia i a l'Índia antiga), representa l'indret on prosperà l'edat d'or de la humanitat primigènia, abans de cometre el pecat de voler obtenir la coneixença.
- Arcàdia, regió mitificada de l'antiga Grècia, lloc de paisatge amè, de vida idíl·lica i feliç, gairebé sinònim de paradís,[17] exaltat en la poesia pastoral sobretot al Renaixement i al Romanticisme.
- Illa de Sant Brandan, illa mítica probablement eixida de la cultura celta i adaptada pel primer cristianisme com a símbol iniciàtic de recerca de l'evolució espiritual.
- Xauxa, país imaginari de l'edat mitjana, on hi ha una gran abundància i on tothom pot viure regaladament sense treballar.[18]
- País del Preste Joan, reialme cristià misteriós, situat segons les llegendes medievals a l'Orient, més enllà dels països pagans.
- Eldorado, regió fabulosa de l'Amèrica del Sud a la qual els conqueridors castellans atribuïren immenses riqueses.[19]
- Libertàlia, república llegendària de pirates filòsofs on es va establir una mena de societat anarquista, segons els relats d'aventures dels segles xvii i XVIII.[20]
- Icària, illa imaginària on Étienne Cabet situà l'acció de la seva novel·la filosòfica Voyage en Icarie, descripció d'un país en el qual hom practicava el comunisme, que despertà un gran entusiasme entre la classe obrera de França en el decenni de 1840-50.[21]
- País de Mai Més, illa situada al cel on hom resta infant eternament. Apareix en la novel·la Peter Pan de James Matthew Barrie (1904).
- Xangri-La, reialme idíl·lic perdut enmig les muntanyes del Tibet, on la gent hi viu sense envellir. Apareix en la novel·la Lost Horizon de James Hilton (1933).
- Federació Unida de Planetes, república galàctica regida democràticament i on diverses races conviuen en harmonia, eixida de la sèrie Star Trek (1966).